# Johan Adam Krygell

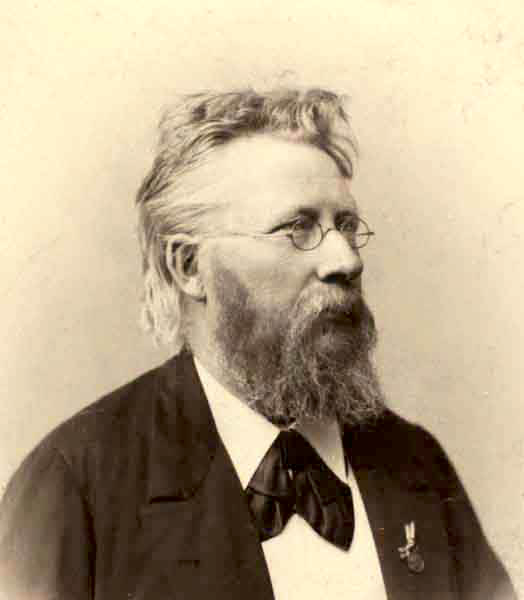
Johan Adam Krygell.

Johan Adam Krygell, född 18 september 1835 i Næstved, död 27 juli 1915 i Köpenhamn, var en dansk musiker.
Krygell sattes efter konfirmationen i målarlära, men började spela violin och försökte försörja sig som spelman. Metodisk undervisning fick han dock först 1867, då han började studera vid Det Kongelige Danske Musikkonservatorium i Köpenhamn. År 1863 anställdes han som organist på Herlufsholm och 1880 vid Sankt Matthæus Kirke i Köpenhamn, där han tjänstgjorde till sin död.
Under 1870-talet besökte Krygell ofta utlandet, där han fick kontakter i musikvärlden och där hans kompositioner uppfördes. Vid sidan av en omfattande lärarverksamhet skrev han många verk i stor stil, symfonier, sviter och ouvertyrer för orkester, violinkonserter, kammarmusik, kyrkomusik (oratorium, mässa och requiem), orgelkompositioner och en opera Kong Saul (ouppförd). Han var en framstående kontrapunktiker, men gjorde i sina verk även försök i moderna stilar. Hans mest betydande verk är Moll og Dur, 24 fugor i alla tonarter. 